# Pawel Petrowitsch Anossow

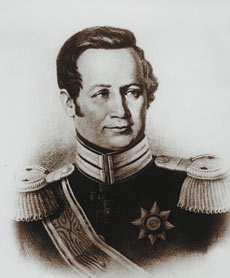
Pawel Petrowitsch Anossow (1851)

Pawel Petrowitsch Anossow (russisch Па́вел Петро́вич Ано́сов; * 29. Junijul. / 10. Juli 1796greg. in Twer; † 13. Maijul. / 25. Mai 1851greg. in Omsk) war ein russischer Bergbauingenieur und Metallurg.

## Leben
Anossow, Sohn eines 1809 verstorbenen kleinen Beamten, wurde nach dem Tode seines Vaters zusammen mit seinen drei Geschwistern von seinem mütterlichen Großvater Lew Fjodorowitsch Sabakin (Mechaniker in den Kama-Werken in Ischewsk und Wotkinsk) aufgezogen. Wie schon sein früh verstorbener Bruder Peter trat er 1810 in das Bergbau-Kadetten-Korps-Institut (St. Petersburger Staatliche Bergbau-Universität) ein, wo er bald durch seine mathematischen Interessen und Fähigkeiten auffiel.
Nach dem Abschluss seines Studiums 1817 als Unterleutnant im Bergbau-Kadetten-Korps trat Anossow seine erste Anstellung als Praktikant in den Staatsbetrieben in Slatoust an und sorgte für seine beiden jüngeren Schwestern. 1819 wurde er Aufseher der Schmuckabteilung der dortigen Waffenfabrik und 1821 Assistent des Direktors. 1824 wurde er Geschäftsführer der Waffenfabrik und schließlich 1831 Direktor und gleichzeitig Bergamtsdirektor. Im Bergbau-Kadetten-Korps stieg er bis zum General auf. 1847 bis zu seinem Tode 1851 war er Direktor der Altai-Bergbaubetriebe und Zivilgouverneur von Tomsk.
Anossow gewann weltweite Anerkennung durch seine Veröffentlichungen über die Herstellung von Eisen und die Wiederentdeckung des Herstellungsverfahrens des Damaszener Stahls. Seine Erkenntnisse bildeten die Grundlage für das Verständnis der Qualitätsstähle. Die Ergebnisse seiner Studien fasste er in der Monografie Über den Damaszener Stahl zusammen, die sogleich ins Deutsche und Französische übersetzt wurde. Als Erster benutzte er 1831 das Lichtmikroskop zur Untersuchung der Gefügestruktur der Stähle. Angeregt durch die Arbeiten auch von Alexander Archipow und Semjon Badajew, untersuchte er systematisch die Effekte verschiedener Legierungselemente auf die Stähle, insbesondere die von Gold, Platin, Mangan, Chrom, Aluminium und Titan, und zeigte als Erster, dass die Eigenschaften von Stählen durch Legierungszusätze wesentlich beeinflusst und verbessert werden können. Er entwickelte 1841 ein Verfahren zur Gewinnung von Gold aus goldhaltigen Sanden durch Aufschmelzen der Sande im Hochofen und anschließendes Auflösen in Schwefelsäure. Die gesundheitsschädliche Quecksilber-Plattierung von Klingen in der Fabrik ersetzte er durch Galvanisation. Anossows Arbeit wurde von P. M. Obuchow fortgeführt, der eine bedeutende Produktion von Gussstahl und Geschützrohren initiierte.
1844 wählte ihn die Universität Kasan zum Korrespondierenden Mitglied, und 1846 wurde er Ehrenmitglied der Universität Charkow.
Anossow hinterließ seine Frau Ann geb. Kononowna und neun Kinder, von denen zu seinen Lebzeiten nur seine älteste Tochter ihre Ausbildung im St. Petersburger Smolny-Kloster beendete. Trotz der Unsicherheit ihrer Situation beschloss die Witwe, auf seinem Grab in Omsk ein angemessenes Grabdenkmal zu errichten. Sie stellte eine ihr mögliche Summe zur Verfügung für die Herstellung im Jekaterinburger Schleifwerk, das von einem der engsten Mitarbeiter Anossows geleitet wurde. Doch sofort spendeten alle Mitarbeiter und Bekannte für die bestmögliche Gestaltung des Denkmals und sorgten für dessen Realisierung. Die Obrigkeit unterstützte die verwaiste Familie durch eine Pension für die Witwe und eine Ausbildungsverpflichtung für die Kinder.
Auf Beschluss des Ministerrats der UdSSR 1948 wurde in Slatoust 1954 ein Anossow-Denkmal errichtet, und das Slatouster Industrie-Technikum wurde nach Anossow benannt. Die Russische Akademie der Wissenschaften verleiht alle drei Jahre den Anossow-Preis für die jeweils beste Arbeit. Von 1957 bis 1991 wurde der Preis von der Akademie der Wissenschaften der UdSSR verliehen. Anossows Namen tragen Straßen in Moskau, Slatoust, Lipezk, Tscheljabinsk, Mariupol und Omsk sowie ein Bahnhof der Eisenbahnstrecke von Slatoust nach Ufa. Anossows Bild befand sich auf den 10-Ural-Franken-Geldscheinen, die nach dem Zerfall der UdSSR in der Oblast Swerdlowsk benutzt wurden. Das Dorf Anosowo bei Schimanowsk wurde nach ihm benannt. Der Dramatiker K. W. Skworzow widmete Anossow das Stück Die Heimat verlassen wir nicht. 1962 lieferte die Chersoner Werft das Dampfturbinenfrachtschiff Metallurg Anosow an die Schwarzmeer-Schiffsgesellschaft aus. Dieses Schiff gehörte zu den Schiffen, die 1962 während der Kubakrise Raketen nach Kuba bringen sollten.

## Ehrungen
- Russischer Orden der Heiligen Anna 3. Klasse (1824 von Zar Alexander I. persönlich verliehen)
- (russischer) Sankt-Stanislaus-Orden 2. Klasse
- Russischer Orden der Heiligen Anna 2. Klasse
- Orden des Heiligen Wladimir 3. Klasse
- Goldmedaille der Moskauer Landwirtschaftsgesellschaft